# Johann Friedrich Schenck zu Schweinsberg
Johann Friedrich Schenck zu Schweinsberg (* 27. Oktober 1750 in Loshausen; † 31. März 1819 in Berlin) war ein preußischer Generalmajor, Chef des Infanterieregiments Nr. 9 sowie Kommandant des Invalidenhauses Berlin. 

## Leben

### Herkunft
Johann Friedrich entstammte dem zum hessischen Uradel zählenden Geschlecht Schenck zu Schweinsberg. Er war ein Sohn des Freiherrn Burghard Ludwig Schenck zu Schweinsberg (* 20. November 1710 in Hermannstein; † 5. März 1795 in Rülfenrod) und dessen Ehefrau Karoline Juliane Maria Lucretia, geborene Freiin Schenck zu Schweinsberg (* 19. November 1727; † 9. März 1788).

### Militärkarriere
Schweinsberg trat 1768 in die Garde von Hessen-Kassel und wurde dann 1771 Fähnrich im Leibregiment. 1774 nahm er seinen Abschied und trat auf Empfehlung des Kammerherrn Riedesel in preußische Dienste über. Schweinsberg wurde am 13. Juni 1774 als Premierleutnant im neuerrichteten Füsilierregiment „Hessen-Philippsthal“ Nr. 55 angestellt. Mit dem Regiment nahm Schweinsberg am Bayerischen Erbfolgekrieg teil, wurde 1780 Stabskapitän und im Jahr darauf am 28. Februar 1781 bereits Kapitän und Kompaniechef. Als Major erhielt er am 4. Juli 1790 das Kommando des Grenadierbataillons. Dieses führte Schweinsberg im Ersten Koalitionskrieg 1792 in der Champagne und 1793 am Rhein sowie 1794/95 während des Feldzuges in Polen. Er kämpfte im Gefecht bei Powonsk, wofür er mit dem Orden Pour le Mérite ausgezeichnet wurde, der Einnahme von Warschau sowie in der Schlacht an der Rawka. Für seine Leistungen während des Gefechts bei Sochaczew wurde Schweinsberg außer der Reihe am 3. November 1794 zum Oberstleutnant befördert. 
Am 20. März 1795 wurde er Kommandeur des Infanterieregiments „Jung-Anhalt“ Nr. 53 und als solcher am 1. Januar 1796 mit Patent vom 14. Januar 1796 zum Oberst befördert. König Friedrich Wilhelm III. ernannte Schweinsberg am 15. März 1802 zum Chef des Infanterieregiments „von Brehmer“ Nr. 9 und beförderte ihn außerdem am 20. Mai 1802 zum Generalmajor.
Im Vierten Koalitionskrieg kämpfte Schweinsberg 1806 im Korps Rüchel in der Schlacht bei Jena, wurde dort schwer verletzt gefangen genommen und nach Nancy gebracht. 1808 kehrte er aus der Gefangenschaft zurück. Am 5. August 1809 wurde er Kommandeur des Invalidenhauses Berlin und befehligte 1813 als Führer noch einmal einen Teil des Berliner Landsturms.
Schweinsberg verstarb am 31. März 1819 im Alter von 68 Jahren und wurde auf dem Berliner Invalidenfriedhof beigesetzt. Das Grabmal ist nicht erhalten.

### Familie
Schenck zu Schweinsberg hatte sich am 18. Mai 1782 in Preußisch Stargard mit Henriette Maria Sylvia von Koschembahr (* 1766; † 13. März 1804 in Hamm) verheiratet. Sie war die Tochter des späteren preußischen Generalleutnants Melchior Sylvius von Koschenbahr. Aus der Ehe gingen folgende Kinder hervor:
- Sylvius Friedrich Wilhelm (* 3. August 1783 in Preußisch Stargard; † jung)
- Karl Ernst Ferdinand (* 20. April 1786 in Preußisch Stargard; † jung)
- Sylvius Gotthard Ludwig (* 3. Dezember 1787 in Preußisch Stargard; † 7. Oktober 1849 auf Loßhausen), preußischer Oberstleutnant a. D. ⚭ 1829 Henriette Schenck zu Schweinsberg (* 13. Oktober 1802)
- Juliane Marianne Friederike Ernestine (* 30. September 1789 in Preußisch Stargard)
- Reinhold Bernhard Sylvius Karl (* 15. Oktober 1791 in Preußisch Stargard), preußischer Fähnrich
- Friedrich Sylvius Karl (* 13. März 1797 in Rastenburg; † 24. März 1848) ⚭ 1828 Ida von Borcke (* 27. März 1807; † 11. August 1874)
- Rosamunde (* 9. August 1803) ⚭ Johann Friedrich Carl Cords, Herr auf Nieszczewice (Niszczewice), Schwiegereltern von Julius von Boehn
- Friedrich († jung)
- Friederike († jung)